# سوزان لينش
سوزان إي. لينش، (بالإنجليزية: Susan Lynch)‏ حصلت على الدكتوراه في الطب وهي زوجة جون لينش، الحاكم للـ الحزب الديمقراطي في (الولايات المتحدة) في نيوهامبشير، وكانت السيدة الأولى  في نيو هامبشاير من عام 2005 إلى عام 2013.
منذ عام 2011، كانت لينش متخصصة في طب الأطفال في عيادة دارتموث هيتشكوك في بيدفورد، نيو هامبشاير. كما كانت متخصصة في طب الأطفال في مركز علاج الكولسترول في مستشفى كونكورد في كونكورد (نيوهامبشير) في الفترة من 2005 إلى 2011.

## حياتها المبكرة
نشأت لينش في سوجوس، ماساتشوستس، ضاحية بوسطن. تخرجت من كلية مونت هوليوك مع درجة البكالوريوس في العلوم البيولوجية في عام 1973، ومدرسة الطب بجامعة ماساتشوستس في ورسستر، حصلت على دكتوراه في الطب في ماساتشوستس عام 1986. بدأت تدريبها في طب الأطفال في مستشفى تافتس-نيو إنجلاند الطبي في بوسطن وانتهت في مركز دارتموث هيتشكوك الطبي في هانوفر (نيوهامبشير). وقد مارست طب الأطفال العام في عيادة دارتموث هيتشكوك في كونكورد قبل الذهاب لاستكمال برامج تدريب في مركز جونز هوبكنز الطبي.

## السيدة الأولى في نيو هامبشاير
كانت لينش السيدة الأولى في نيو هامبشاير في الفترة من 2005 إلى 2013. كانت لينش مدافعة قوية عن التغذية السليمة وممارسة الرياضة البدنية وخطر السمنة في مرحلة الطفولة. عملت كمتحدثة عن برنامج النشاط البدني "Walk NH"، والذي يهدف إلى تحدي عائلات نيو هامبشاير للحصول على المتعة في الحصول على الشكل السليم. وأيدت التشريعات التي كان من شأنها أن تطلب من مدارس نيو هامبشاير العامة تسجيل مؤشر كتلة الجسم للطلاب في الصفوف 1 و 4 و 7 و 10 ما لم يعترض والدا الطفل.
في نوفمبر 2007، أيدت لينش هيلاري كلينتون  لرئيس الولايات المتحدة وأصبحت رئيسا مشاركا لحملة كلينتون.

## حياتها الشخصية
لدى لينش وزوجها ثلاثة أطفال، وبنتين، جاكلين وجوليا، وابن هايدن. تعيش لينش في منزل يبلغ مساحته 11000 قدم مربع في هوبكينتون (نيوهامشير).